# 106 Водолея
106 Водолея (лат. 106 Aquarii), i¹ Водолея (лат. i¹ Aquarii), HD 222847 — одиночная звезда в созвездии Водолея на расстоянии приблизительно 372 световых лет (около 114 парсеков) от Солнца. Видимая звёздная величина звезды — +5,239m.

## Характеристики
106 Водолея — бело-голубая звезда спектрального класса B9V. Масса — около 3 солнечных, радиус — в среднем около 2,95 солнечных, светимость — около 151,88 солнечных. Эффективная температура — около 10789 К.